# Космос-1960
Космос-1960 је један од преко 2400 совјетских вјештачких сателита лансираних у оквиру програма Космос.
Космос-1960 је лансиран са космодрома Плесецк, СССР, 28. јула 1988. Ракета-носач Космос је поставила сателит у орбиту око планете Земље. 